# Tablet PC

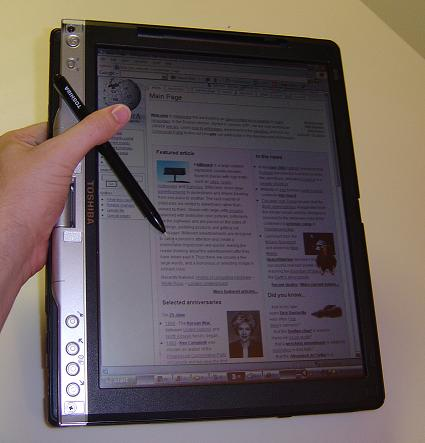
Tablet PC Toshiba Portege 3500, in modalità tablet

Il tablet PC (letteralmente PC tavoletta) è un computer portatile che grazie alla presenza di uno o più digitalizzatori (in inglese: digitizers) permette all'utente di interfacciarsi con il sistema direttamente sullo schermo mediante una penna e, in particolari modelli, anche le dita. Il tablet PC è di fatto un normale Personal Computer portatile con capacità di input diverse.
Il termine «tablet PC» è diventato popolare dal 2000 a seguito della presentazione da parte di Bill Gates di una serie di dispositivi che rispondevano a particolari specifiche Microsoft ma al momento con questo termine ci si riferisce a ogni tablet PC indifferentemente dal sistema operativo utilizzato. Se utilizzato con la maiuscola (Tablet PC), il termine è generalmente utilizzato per indicare i tablet PC che rispondono a particolari specifiche Microsoft e che permettono all'utente, grazie alle funzionalità integrate in diversi sistemi operativi Windows, l'utilizzo di inchiostro digitale e del riconoscimento della scrittura.

## Tipologie

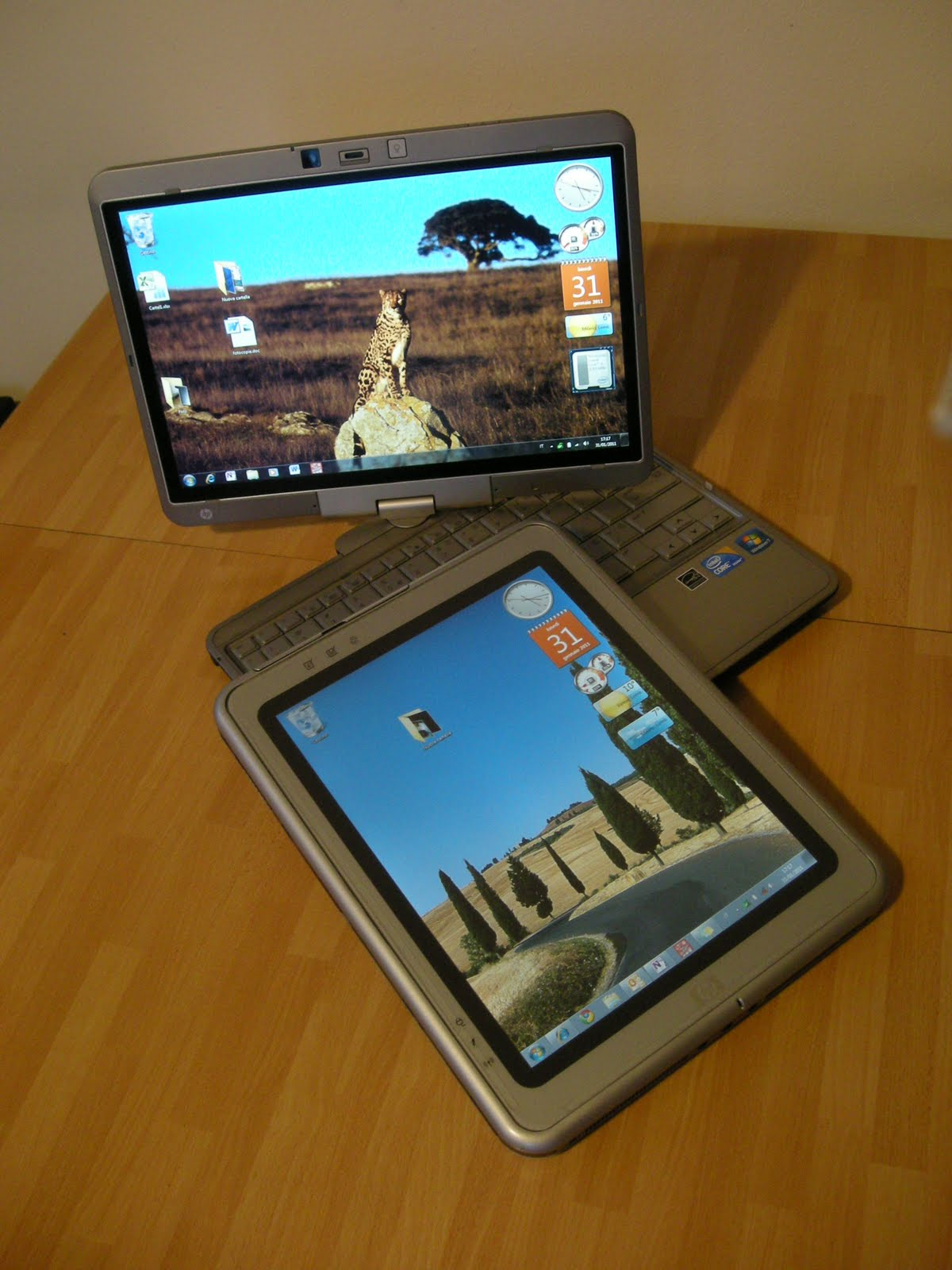
Un tablet "convertibile" HP EliteBook 2740p e un tablet PC "ibrido" HP Compaq tc1100

Negli ultimi dieci anni sono stati prodotti centinaia di modelli di tablet PC, basati principalmente sulle specifiche Microsoft e sui sistemi operativi Windows e dotati nella maggior parte dei casi di schermi con diagonale compresa tra i dieci e i dodici pollici. I modelli si possono dividere per forma: esistono tablet PC puri, convertibili e ibridi.

### Tablet PC Slate
I tablet PC slate (piatti, in inglese), conosciuti anche come " slate PCs o, in ambito italiano tablet PC puri (nel senso di "privi di tastiera"), sono personal computer privi di tastiera fisica in cui, per inserire il testo, è necessario utilizzare riconoscimento della scrittura o una tastiera su schermo; alcuni modelli dispongono di particolari tastiere collegabili attraverso gli infrarossi, il Bluetooth o via USB. Prima del 2010 i tablet PC puri hanno avuto una diffusione abbastanza limitata, interessando principalmente il mercato sanitario; con la diffusione degli iPad, si è registrato un aumento d'interesse verso questo particolare formato che ha portato alla nascita di dispositivi quali l'Asus Eee Slate EP121 o il Fujitsu Stylistic Q550.

### Tablet convertibili
I tablet PC convertibili (noti anche come netvertible) sono, di fatto, normali PC portatili (generalmente dei netbook) il cui schermo, grazie a uno snodo girevole, può essere ruotato di 180° e ripiegato sulla parte superiore della tastiera. Questa tipologia era, fino al 2010, di gran lunga la più popolare in quanto possedeva le caratteristiche vantaggiose dei netbook quali le dimensioni ridotte, una lunga autonomia e il prezzo contenuto, oltre alla presenza della tastiera fisica, che garantiva la possibilità di inserire dati in ogni applicativo anche se questo non disponeva di una interfaccia pensata per l'uso con la penna o con le dita.

### Tablet ibridi
I tablet PC “ibridi” presentano una tastiera agganciabile e staccabile a seconda delle esigenze dell'utente. Si tratta di una tipologia di tablet PC estremamente ridotta per quanto riguarda il numero di modelli presentati.

## Caratteristiche
Per quanto riguarda le specifiche tecniche, la maggior parte dei tablet PC sfrutta processori a basso consumo e schede video integrate per favorire l'autonomia; esistono tuttavia numerose eccezioni e in generale i tablet PC sono presenti in configurazioni paragonabili a normali portatili.

### Tecnologie di Input

Inchiostro digitale e OneNote su un Tablet PC HP Compaq tc1100 dotato di digitalizzatore attivo Wacom Penabled

La maggioranza dei tablet PC utilizza dei digitalizzatori attivi, prodotti da WACOM e N-Trig e in alcuni rari casi da UC Logic e Finepoint. Questi dispositivi, posti dietro lo schermo o sopra di esso, proiettano un debole campo magnetico che lo stilo (la penna speciale) utilizza per attivarsi e inviare un feedback al digitalizzatore, che è così in grado di capire la posizione esatta della punta dello stilo e, nel caso dei digitalizzatori prodotti da N-Trig e Wacom, anche il livello di pressione esercitata dalla penna sullo schermo. Pertanto, non utilizzando un vero e proprio schermo sensibile al contatto, l'utente può appoggiare la sua mano sullo schermo e scrivere con naturalezza; negli schermi abilitati l'utente sarà anche in grado di regolare lo spessore del tratto regolando la pressione esercitata sullo schermo.
Altri modelli, in particolar modo quelli economici e quelli destinati a usi lavorativi particolari, utilizzano invece digitalizzatori passivi di tipo resistivo (il classico "schermo tattile") o capacitivo, che possono essere usati con le dita. La differenza principale tra le due tipologie di digitalizzatori passivi risiede nel fatto che mentre quelli resistivi necessitano di una pressione del dito o dello stilo sullo schermo, quelli capacitivi si attivano al semplice sfioramento.
Con l'avvento della tecnologia "multi-touch" nato in seguito alla disponibilità dell'iPhone e con le nuove tecnologie integrate nel sistema operativo Windows 7 in molti casi le case produttrici hanno inserito digitalizzatori capaci di riconoscere due o quattro punti di contatto; la maggior parte dei modelli prodotti nel corso del 2010 è disponibile con tecnologie attive affiancate a tecnologie passive; questi modelli offrono quindi funzionalità di inchiostro digitale avanzate unite alla possibilità di usare le dita sullo schermo in caso di bisogno.

## Sistemi operativi

### Sistemi operativi Microsoft per Tablet PC

Tipica schermata di un Tablet PC dotato di sistema operativo Windows XP Tablet PC Edition. In evidenza il TIP (Tablet Input Panel) con cui è possibile inserire il testo scritto a mano nei moduli

L'idea del Tablet PC Microsoft risale al 2000, anno in cui l'azienda americana ha stilato le specifiche che un computer deve rispettare per poter essere chiamato Tablet PC e ha prodotto una versione speciale di Windows XP Professional, detta Tablet PC Edition, migliorata inserendo funzionalità di riconoscimento della scrittura e di navigazione a penna.
Windows Vista supporta nativamente i Tablet PC nelle versioni Home Premium, Business, Enterprise e Ultimate. In Vista le funzionalità tablet sono state significativamente migliorate rispetto a Windows XP Tablet PC Edition, permettendo una maggior praticità di navigazione in Internet e tra le finestre mediante l'uso della penna e un migliorato riconoscimento della scrittura, che nella versione inglese del sistema operativo si può avvalere anche dell'addestramento.
Windows 7 integra nuove funzionalità Tablet PC, incrementando ulteriormente la capacità di riconoscimento calligrafico e introducendo in modo nativo il supporto alle funzionalità multitocco. Con Windows 7 l'addestramento al riconoscimento della scrittura è disponibile anche per la lingua italiana e sono inoltre presenti funzionalità di riconoscimento della scrittura matematica.

### Sistemi operativi Apple per tablet PC
Apple non ha mai prodotto né annunciato l'intenzione di produrre un dispositivo tablet PC; inoltre a oggi nessuno dei sistemi operativi prodotti da Apple integra funzionalità avanzate di riconoscimento della scrittura o di navigazione tramite penna. Sono tuttavia disponibili programmi sviluppati privatamente da Axiotron, azienda produttrice del ModBook, un MacBook modificato in tablet PC, che permettono un buon riconoscimento della scrittura e la possibilità di navigazione tramite penna anche con sistema operativo Mac OS X Leopard o OS X Snow Leopard.

### Distribuzioni Linux per PC
Esistono in commercio una piccola quantità di tablet Pc dotati di sistema operativo Linux che sfruttano in particolare la distribuzione Ubuntu nella versione classica o nella versione "Ubuntu Remix". Per le altre distribuzioni sono invece disponibili numerose applicazioni che permettono di integrare in qualsiasi distribuzione funzionalità Tablet PC paragonabili a quelle di Windows XP Tablet PC Edition; recentemente è stato immesso sul mercato un tablet PC dotato di una distribuzione Linux appositamente modificata per il campo educativo.

## Diffusione nel mondo

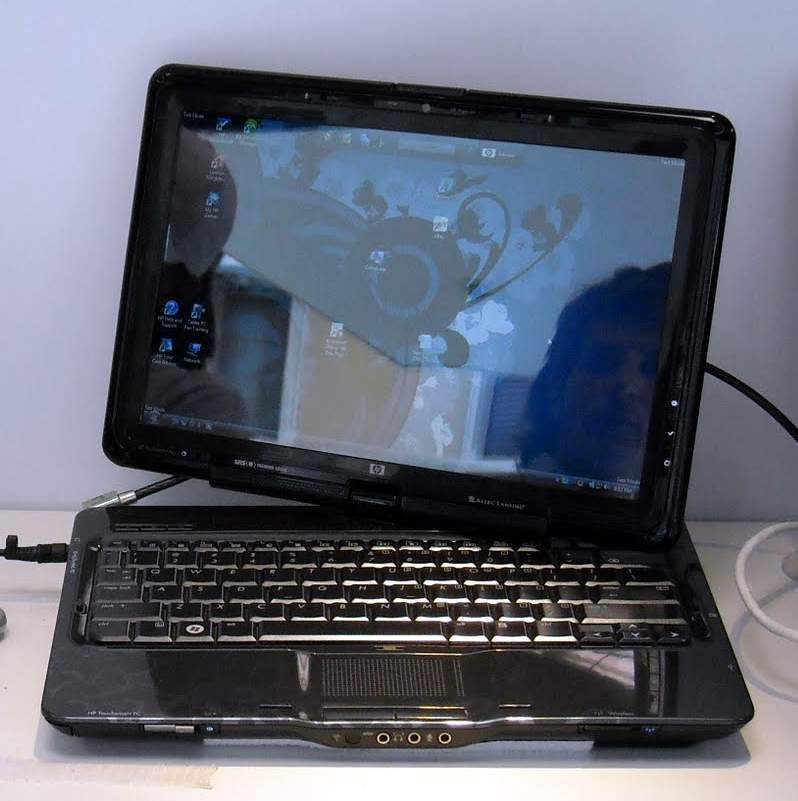
Un Tablet PC "consumer" HP Touchsmart serie tx2-1000. Lo schermo può ruotare di 180 gradi e ripiegarsi sulla tastiera, nascondendola

Per quanto riguarda il mercato il tablet PC è sempre stato considerato un prodotto ad utilizzo esclusivamente aziendale fino all'introduzione nel 2007 da parte di HP del primo modello per i consumatori (HP Pavilion serie tx1x00) e questo ha impedito l'abbassamento del prezzo e l'esposizione dei modelli esistenti nei negozi e nelle grandi catene di informatica. Per questo motivo il costo di un tablet PC è nella maggior parte dei casi ancora elevato (a dicembre 2010 il prezzo medio è di 1500 euro IVA inclusa) e spesso le persone ne ignorano l'esistenza o la reale usabilità.
A partire dal 2008, con la disponibilità dei processori Intel Atom e con l'esplosione del fenomeno netbook, alcune case produttrici hanno iniziato a produrre modelli convertibili che, in alcuni casi, sono riusciti a raggiungere il mercato a prezzi inferiori ai 300 euro, consentendo un aumento, anche se modesto, della popolarità di questa piattaforma.
Negli Stati Uniti, in Germania e nel Regno Unito, essendo stato presentato fin dall'inizio a tutte le fasce di mercato, il tablet PC è ormai utilizzato da molti studenti e professionisti; particolarmente diffusi sono i tablet PC ospedalieri e quelli pensati per operatori militari e di soccorso/emergenza.